# 玉浦ジャンクション
玉浦ジャンクション（オッポジャンクション）は大韓民国大邱広域市達城郡にある、邱馬高速道路(451号線）と88オリンピック高速道路（50号線）を接続するジャンクションである。開通した時はトランペット形であったが、88オリンピック高速道路の東高霊IC～玉浦JCTの拡張の際ハーフジャンクションに変更された。中部内陸高速道路支線の大邱方向から88オリンピック高速道路への進入、88オリンピック高速道路から中部内陸高速道路支線の馬山方面からの進入はできない。

## 接続している路線

### 大邱・馬山方面
- 中部内陸高速道路支線（3番）

### 光州方面
- 88オリンピック高速道路（11番）

## 隣
中部内陸高速道路支線
達城IC - 玉浦JCT - 花園料金所
88オリンピック高速道路
東高霊IC -  論工SA（光州方面のみ）- 玉浦JCT